# Березичский стеклозавод
Березичский стекольный завод — предприятие в Козельском районе Калужской области, основанное в 1912 году Алексеем Дмитриевичем Оболенским. После революции 1917 года, заводом руководило Коллегиальное правление, которое было распущено лишь в 1919 году. Положение завода улучшается в 1920 году, когда он получает большой заказ на оконное стекло и лампы. В 1921 году рабочие перевели 888 500 рублей, заработанные на субботниках, на счёт комиссии Помгола.
На территории усадьбы Оболенских располагался дом отдыха, потом госпиталь, детский дом, затем, в 1960-е годы она сгорела. Сейчас там находится школа-интернат, территория застроена новыми зданиями.
Березичский стеклозавод продолжает действовать по сей день. Завод расположен в Калужской области в 7-и километрах от Козельска в селе Березичский Стеклозавод. Доля ОАО «Березичский стекольный завод» на рынке стеклянной тары на сегодня составляет 35 %.